# Taurin
A taurin (H2N-CH2-CH2-SO2-OH) nem fehérjeépítő aminosav (pontosabban aminoszulfonsav, ezeket meg szokás különböztetni a hagyományos aminosavaktól). Alkoholban nem, forró vízben viszont jól oldódik. Epesavak alkotórésze, ezek hidrolízistermékeinek vizsgálatakor fedezték fel 1824-ben.
Kezdetben ökörepéből állították elő (innen származik a neve is), mára vegyipari szintézise megoldott. A világ összes taurintermelése 2010-ben az 50 000 tonna/év szint fölé került.
Újszülöttek számára esszenciális aminosav. Az anyatejben is megtalálható.
A szervezet kéntartalmú aminosavakból (cisztein, metionin) a szükségleteknek megfelelően állítja elő enzimatikus oxidálás útján, így hiánybetegség emberben nemigen tapasztalható. A szívizom egyfajta megbetegedéséért újabb kutatások szerint a taurinhiány lehet felelős, de ezt még nem sikerült hitelt érdemlően bizonyítani. Macskák számára nélkülözhetetlen, esetükben az elégtelen bevitel súlyos hiánybetegségekkel jár.
Élettani hatása még csak részben ismert. Szerepet játszik a sejtmembránokon keresztüli kalciumáramlás szabályozásában, egyes szövetek (mint a már említett szívizom) normális működésében, az inzulinhoz hasonlóan elősegíti a glükóz sejtekbe áramlását, ezáltal nő a fizikai teljesítőképesség, csökken a vércukorszint. Állatkísérletekben nyugtató hatását figyelték meg. Emberen stabilizálja a különféle neurotranszmitterek szintjét, epilepsziásoknál csökkenti a rohamok számát. Az izmok tartós terhelése esetén taurin- és egyéb aminosav-tartalmuk csökken, egy idő után a glükóz és a kalcium izomsejtekbe jutása gátolt, és az izmokban görcs alakulhat ki. A taurin antioxidáns hatással is bír.
Elsősorban állati eredetű ételek tartalmazzák: hal, húsok (főleg bárány) és belsőségek.
Néhány esetben hasfájást, rosszullétet, függőséget okoz[forrás?]. Hashajtó hatású.

## Kémiai és biokémiai tulajdonságai
A taurin ikerionos szerkezetű, így felírt képlete H3N+CH2CH2SO−3, ahogy a röntgenkrisztallográfia kimutatta. A szulfonsav pKa-ja alacsony, ezért az emésztőrendszerben teljesen ionizált állapotban van jelen.

### Szintézise
A taurin az izetionsav ammonolízisével állítható elő, amit pedig nátrium-hidrogén-szulfit hidrátból és etilén-oxidból állítanak elő. Közvetlenül is előállítható aziridin és kénessav reakciójával.
1993-ban 5-6000 tonna taurint termeltek kereskedelmi célból: fele állateledelekbe, fele gyógyszerekbe került.

### Bioszintézise
A taurin biológiailag a ciszteinből származik. Az emlősök taurinszintézise a hasnyálmirigyben történik.

## A taurin jótékony hatásai
A természetesen előállított taurin szükséges a szív, a szem, az agy és a test egészséges működéséhez. Hatékonyan erősíti a szervezetet.
1. Erősíti az izmokat
Ha megvizsgáljuk a taurin előnyeit, figyelemre méltópozítiv hatása az, hogy erősíti az izmokat. A taurin, amely támogatja az izomfejlődést, segíti a csontrendszer erősödését is. 
Ha szeretnénk megelőzni az izombetegségeket, akkor fenn kell tartani a taurin arányát a szervezetben.
2. Kiegyensúlyozza a koleszterinszintet
Ha nem jut be elegendő taurin a biológiai jellemzőinknek megfelelően, koleszterinszint ingadozásokat tapasztalhatunk.
Javasoljuk, hogy vegyünk fel étrendünkbe taurint tartalmazó élelmiszereket a koleszterinszint egyensúlyának megtartása érdekében.
A rossz koleszterinszint csökkentése és az egészséges szervezet érdekében érdemes odafigyelni a taurint tartalmazó ételek fogyasztására.
3. Támogatja az agyi funkciókat
A taurin egyfajta aminosav, amely az agyban található és nagyon fontos szerepet játszik az agyunk megfelelő működésében. 
Az agykárosodások és betegségek elkerülése érdekében a taurint mérsékelt mennyiségben kell fogyasztani.
A taurin segít az agy funkcióinak betöltésében. Ha hiány van belőle, akkor olyan problémákkal találkozhatunk, mint a depresszió, a figyelem hiánya, az alkoholfogyasztás. 
Megakadályozza az idegrendszeri betegségek kialakulását is az agyban.
4. Védi a csontok egészségét
A taurin feladata az olyan problémák gyors helyreállítása, mint a sérülések, törések és csontrepedések.
Ha rövid időn belül szeretnénk meggyógyítani egy csontkárosodást, ügyeljünk a taurint tartalmazó élelmiszerek rendszeres fogyasztására.
5. Energetizálja a testet
Az energiaitalok tartalmának vizsgálatakor taurin aminosavakat figyelhetünk meg, de sok más élelmiszerben és számos italban is megtalálható. 
A taurinnak az a feladata, hogy energiát adjon a szervezetnek. Sportolás előtt is ajánlott fogyasztani a jobb teljesítmény érdekében.

## Fordítás
Ez a szócikk részben vagy egészben  a   Taurine című angol Wikipédia-szócikk fordításán alapul.  Az eredeti cikk szerkesztőit annak laptörténete sorolja fel. Ez a jelzés csupán a megfogalmazás eredetét és a szerzői jogokat jelzi, nem szolgál a cikkben szereplő információk forrásmegjelöléseként.